# おおかみ座イプシロン星
おおかみ座ε星は、おおかみ座の恒星で3等星。

## 特徴
四重星系とされ、分光連星のペアA、離角が数分の1秒のB、離角0.5分のCから構成される。離角40秒の16等星Dは、この連星に関係ないと推測される。
ペアAは公転周期4.56日で、ケプラーの法則より2星の距離は0.11天文単位とされる。星間ダストで0.2等級を補正し、温度20,800K、2星が等しいと仮定した場合、それぞれ光度2,700L☉、質量7.5M☉となる。2星は超新星爆発を起こす質量より少し下回り白色矮星になると推測されるが、Ia型超新星になる可能性も推測されている。
Bは、737年毎に分光連星のペアAを公転している。ペアAとの距離は42から400天文単位で、平均距離は221天文単位である。2010年に最接近している。1896年の観測以降、離角はごく僅か減少し、位置角は282°から1960年の247°に変化している。
ケプラーの法則より、ペアAとBの3星の合計の質量は、19.9M☉と導き出される。
疑問点はあるが、CはペアAやBと連星であると推測されている。
| 指標         | 構成要素 | 構成要素 | 構成要素 | 構成要素 |
| 指標         | Aa       | Ab       | B        | C        |
| ------------ | -------- | -------- | -------- | -------- |
| スペクトル型 |          |          |          | F0       |
| 視等級       |          |          |          | 9.1      |
| 絶対等級     |          |          |          |          |
| 質量 (M☉)    |          |          | 4.5      |          |
| 半径 (R☉)    |          |          |          |          |
| 光度 (L☉)    |          |          | 860      |          |
| 表面温度 (K) |          |          | 15,500   |          |